# Jean-Claude Pressac
Jean-Claude Pressac, född den 3 mars 1944 i Villepinte i Frankrike, död den 23 juli 2003 i Le Kremlin-Bicêtre, Frankrike, var en fransk historiker. Pressac specialiserade sig på Förintelsens historia och var mest känd för sina detaljerade studier av koncentrationslägret Auschwitz.

## Biografi
Pressac avlade apotekarexamen 1971. Vid sidan av sin verksamhet som apotekare började Pressac 1979 studera Förintelsens historia på sin fritid. Han intresserade sig främst för Auschwitz och ett antal andra tyska koncentrationsläger belägna i Polen.